# Entomacrodus marmoratus
Entomacrodus marmoratus är en fiskart som först beskrevs av Bennett 1828.  Entomacrodus marmoratus ingår i släktet Entomacrodus och familjen Blenniidae. Inga underarter finns listade i Catalogue of Life.